# Bunodaster ritteri
Bunodaster ritteri is een kamster uit de familie Astropectinidae.
De wetenschappelijke naam van de soort werd in 1909 gepubliceerd door Addison Emery Verrill.